# Najwa Barakat
Najwa Barakat (Beirut, 1966) è una scrittrice libanese.
A Beirut ha studiato teatro e cinematografia. Dal 1985 vive a Parigi, dove lavora come giornalista (stampa, radio e televisione). Ha scritto sei romanzi in lingua araba, tutti pubblicati presso Dar al-Adab di Beirut (che ha in catalogo le voci più significative e pubblica la più prestigiosa rivista letteraria araba da più di cinquant'anni). Le sue opere sono tradotte in francese da Stock e sono oggetto di numerose tavole rotonde presso diverse università europee e americane.

## Opere
- Ya salam! (Epoché, 2007)
- L'inquilina (Epoché, 2009)